# Melipona mondury
Melipona mondury är en biart som beskrevs av Smith 1863. Melipona mondury ingår i släktet Melipona och familjen långtungebin. Inga underarter finns listade i Catalogue of Life.